# Park stanowy Gambrill
Park stanowy Gambrill (ang. Gambrill State Park) – park stanowy w amerykańskim stanie Maryland. Park położony jest w hrabstwie Frederick, około 10 km na północny zachód od miasta Frederick. Park ma powierzchnię 1137 akrów (4,60 km²). Do atrakcji parku należą punkty widokowe oferujące odwiedzającym interesujące panoramy okolicznych pól i lasów, kamienne schronisko, 16 mil (25,75 km) szlaków turystycznych oraz kemping. Park jest także popularnym centrum turystyki, kolarstwa górskiego oraz jazdy konnej.

## Historia
Park powstał, gdy działający na rzecz ochrony środowiska mieszkańcy hrabstwa Frederick zakupili kawałek ziemi położony na górze Catoctin (Catoctin Mountain) i podarowali go miastu Frederick jako park miejski. W dniu 7 września 1934 roku miasto Frederick przekazało ten obszar stanowi Maryland z przeznaczeniem na park stanowy. Park został nazwany imieniem Jamesa H. Gambrilla, Jr., jednego z głównych lokalnych działaczy na rzecz ochrony przyrody.
Większość obiektów rekreacyjnych parku została zbudowana w latach 30. XX wieku, w czasie Wielkiej Depresji przez Civilian Conservation Corps (CCC). Był to program federalny, który w całym kraju zatrudniał młodych mężczyzn do pracy przy odzyskiwaniu zasobów naturalnych położonych na terenach publicznych i prywatnych dla celów rekreacyjnych oraz dla ochrony przyrody. Znajdujący się w parku kamienne schronisko, Tea Room czyli pokój herbaciany, jest szczególnie dobrym przykładem obiektów rekreacyjnych budowanych przez CCC.

## Flora i fauna
Park ożywia się wiosną, gdy zakwitają licznie występujące tu gatunki drzew i krzewów. Atrakcją parku są licznie kwitnące w maju derenie oraz kalmie szerokolistne kwitnące w czerwcu. Park jest również ostoją dla wielu gatunków dzikich zwierząt. W lasach parku występują między innymi salamandry, jelenie wirginijskie oraz niedźwiedzie czarne. Turyści powinni szczególnie uważać na dwa gatunki jadowitych grzechotników występujących w parku: mokasyna miedzianogłowca (Agkistrodon contortrix) oraz grzechotnika leśnego (Crotalus horridus).

## Rekreacja na terenie parku
Park posiada dwa zagospodarowane obszary: Rock Run Area oraz High Knob Area. Obszar Rock Run Area położony jest przy wjeździe do parku i zawiera nowoczesny kemping zdolny pomieścić 31 rodzin, a także cztery drewniane kabiny. Obszar High Knob Area położony jest w pobliżu wierzchołka góry Catoctin. W okolicy tej istnieją wiaty, stoły, grille przydatne do organizacji pikników. Atrakcją znajdującego się tu schroniska na 75 osób jest olbrzymi kominek zbudowany z kamienia.
W parku znajduje się ponad 16 mil (25,75 km) szlaków turystycznych. Wszystkie szlaki zaczynają się i kończą przy parkingu w połowie drogi łączącej oba zagospodarowane tereny. Niemal wszystkie dostępne są nie tylko dla turystów pieszych, lecz również dla rowerzystów górskich, a także do jazdy konnej. W parku znajdują się również 3 mile (4,8 km) z 26,5 mil (42,6 km) szlaku Catoctin (Catoctin Trail), który wiedzie z parku stanowego Gambrill na północ przez las miejski miasta Frederick i park stanowy Cunningham Falls do zarządzonego przez National Park Service parku góry Catoctin (Catoctin Mountain Park), gdzie można z niego przejść na Szlak Appalachów.